# Гутьеррес, Рафаэль Антонио
Генерал Рафаэль Антонио Гутьеррес (24 октября 1845 — 9 января 1921) — президент Сальвадора с 10 июня 1894 по 13 ноября 1898. Родился в Илобаско, департамент Кабаньяс, Сальвадор. Известно, что его отец был испанцем. Его мать — Марсела Гутьеррес. Он был женат на Шарлотте Межа. В браке было 9 детей: Рафаэль, Антонио, Шарлотта, Тулио, Марсела, Роза, Бернардо и Мария.
Он был среди знаменитых Сорока четырех (исп. Cuarenta y cuatro) —людей, свергнувших президента Карлоса Эсету. Широко отмечалось, что после кровавой революции Рафаэль не принимал президентскую власть до 1 марта 1895 года, начиная с которого он правил как Президент Республики. Он был президентом Сальвадора до 14 ноября 1898 года.
Генерал Гутьеррес умер в возрасте 76 лет, 9 января 1921 года, в 10:00 вечера в районе Сан-Хасинто Сан-Сальвадора.